# Плюещ паяк
Плюещите паяци (Scytodes thoracica) са вид паякообразни от семейство Scytodidae. Смятат се за инвазивни за Дания. 
Таксонът е описан за пръв път от Пиер-Андре Латрей през 1802 година.